# Hargeisa

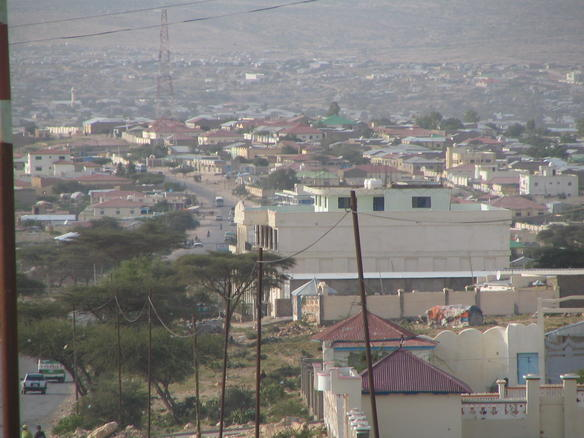
Vista d'Hargeisa

Hargeisa (somali: Hargeysa) és la ciutat capital de la República de Somalilàndia, separada de Somàlia i no reconeguda internacionalment encara avui dia (2020). També fou capital de la Somàlia Britànica del 1941 al 1960. Segons dades del mateix ajuntament de la ciutat, té una població aproximada d'1.200.000 habitants.
Es troba en una vall d'una àrea muntanyosa anomenada muntanyes Ogo o Galgodon, a una altitud de 1.334 metres sobre el nivell del mar. Prop hi ha les muntanyes Sheikh i Daallo, i la zona de Sahaley, de sabana, que atreu molts animals. La vila més propera és Arabsiyo, a l'oest, entre Hargeisa i Gabiley (capital de la regió de Gabiley).

## Clima
El clima d'Hargeisa és semiàrid, però gràcies a l'altitud té un clima suau en comparació amb la zona de la costa, amb una mitjana entre 13 i 32 graus. Les pluges són importants i la zona de la rodalia és boscosa, encara que no gaire gran, ja que la ciutat ha crescut força.

## Economia
Hargeisa és el centre financer de la República de Somalilàndia i seu de la majoria d'empreses, que es dediquen al processament de productes agrícoles, pedres precioses, la construcció, comerç minorista, importació i exportació i activitats relacionades amb Internet. Les famílies amb més diners disposen d'una residència als turons propers per a passar l'estiu. També hi ha cases o parcs de feres, públics i privats, amb lleons, lleopards, antílops, ocells de tota mena i rèptils.

## Transport i comunicacions

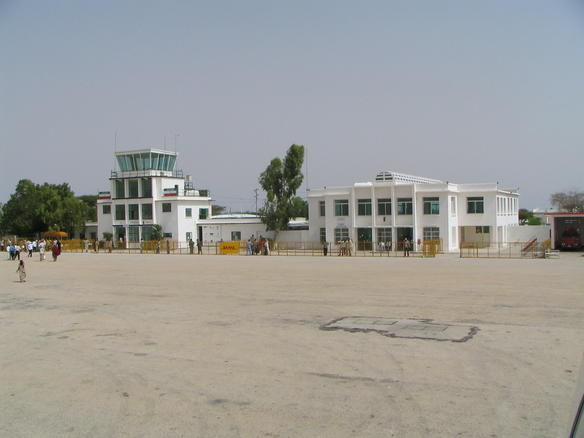
Aeroport Internacional d'Hargeisa

A prop de la ciutat hi ha l'aeroport Internacional d'Hargeisa (Hargeisa International Airport), que té vols amb Addis Abeba, Djibouti, Dubai i altres ciutats de Somàlia.
El servei de transport a la ciutat es fa majoritàriament mitjançant una companyia d'autobusos.
Hargeisa té un modern sistema de telèfon. La majoria dels habitants disposen de telèfons, molts amb accés a Internet, i hi ha nombrosos Internet-cafès arreu de la ciutat. També hi ha servei de telèfon mòbil, ofert per les operadores Telesom, Sitalink, Soltelco i Telcom.

## Educació
Hargeisa és seu de dues universitats, de les quals destaca la Universitat d'Hargeisa, que és pública. Hi ha diverses institucions d'ensenyament públiques i privades.

## Història

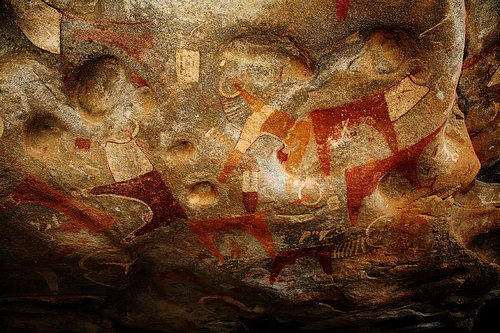
Les coves de Laas Geel, prop d'Hargeisa, amb pintures prehistòriques

El novembre del 2002, un equip arqueològic francès va trobar pintures neolítiques a Laas Geel, als afores de la ciutat; les pintures mostren els habitants de la zona adorant els ramats; també mostren els animals que hi havia en aquella època (antílops, camells i gossos). Estan datades vers el 8000 aC o fins i tot abans, i són unes de les més antigues de l'Àfrica.

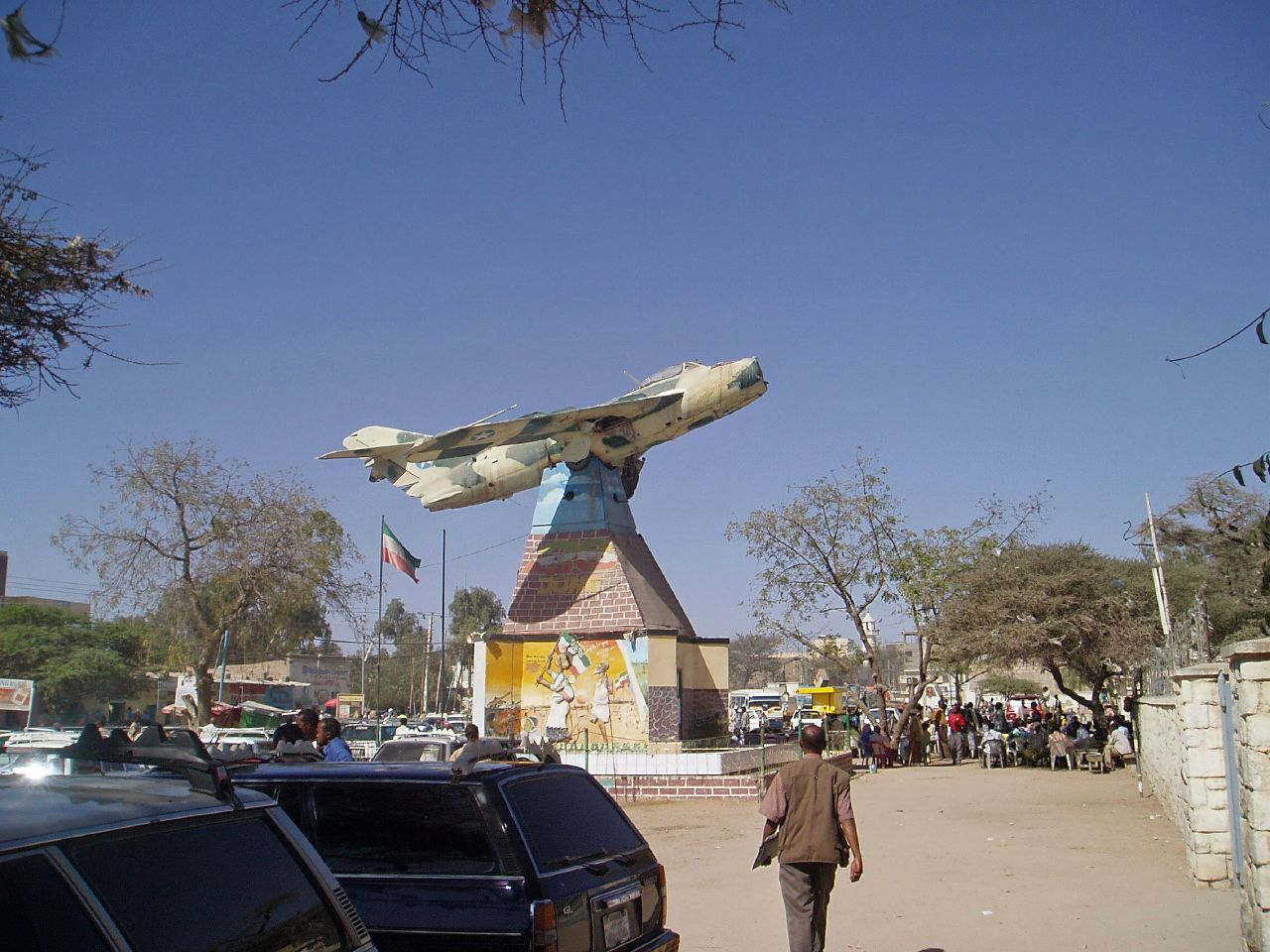
Un avió Mig com a monument a la guerra civil

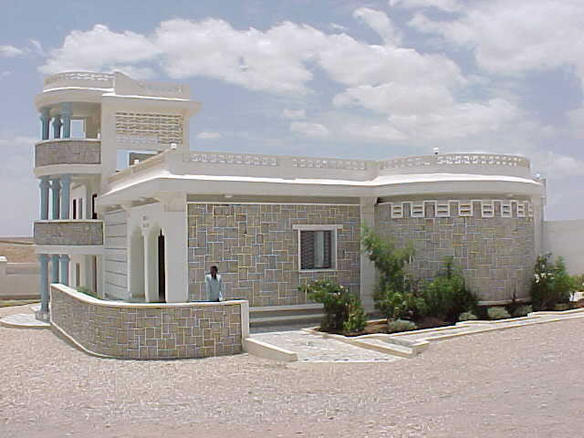
Casa als afores

L'islam hi fou introduït al segle viii i esdevingué majoritari vers el segle ix. No existia encara la ciutat. L'aliança del soldà d'Adal amb els otomans va obrir la porta als turcs, que el 1548 van declarar tota la zona sota la seva sobirania (nominal) i el 1554 la van incorporar a l'eyalat d'Habesh; però l'establiment real en aquest territori fou posterior (1557). Després del 1570, la Porta va exercir el domini a la costa de la mar Roja i golf d'Aden per mitjà de senyors locals que pagaven un tribut; el domini degué ser força nominal; el 1630, la zona va ser posada sota l'autoritat del paixà de Moka, però de fet va romandre en mans dels clans somalis.
La ciutat, lloc de pastura del clan habar awal, es va formar a partir de la tarika (comunitat agrícola) dels qadiriyah, establerta pel xeic Maddar (1825-1918) a la segona meitat del segle xix, amb els clans habar awal, husein abokor i reer hosh; amb el seu prestigi, el xeic va atreure els membres d'altres clans. El cultiu principal era la melca o mill francès. Va aprofitar el seu emplaçament en la ruta comercial entre Harar i Ogaden d'un costat, i els ports de la costa, de l'altra, per a prosperar.
El 1884 va quedar inclosa en el protectorat de la Somàlia Britànica, la capital del qual era Berbera. Swaine la va visitar al final del segle xix, i descriu uns centenars de casetes amb unes mil a dues mil milles quadrades de camps de cultiu. Va quedar en la zona del Diiriye Guure del 1910 al 1920, però la tarika va conservar de fet una completa autonomia com un estat teocràtic. Després del 1918, amb la mort del xeic (que fou enterrat en una casa de pedra regalada per lord Delamere per agrair-li la seva amabilitat durant una cacera), i el 1920 amb la del Diiriye Guure, la tarika va declinar. La lleialtat del xeic als britànics fou recompensada amb l'elecció de caid (kadi) local entre els seus descendents.
L'agost de 1940 fou ocupada pels italians, però recuperada pels britànics el març de 1941, i tot seguit declarada capital del territori. El 1953, es va establir a la ciutat el primer consell de govern del protectorat i el 1957 el primer consell legislatiu de la Somàlia Britànica (que el 1960 es va fusionar amb el consell legislatiu de Mogadiscio). El 26 de juny de 1960, s'hi va proclamar la independència i l'1 de juliol la unió amb la Somàlia Italiana per formar la República de Somàlia. El 31 de març del 1964, va ser bombardejada pels avions etíops durant la Primera Guerra etiopsomali.
Inicialment els clans issaq, majoritaris a Hargeisa, van tenir molta influència en el govern, però amb Siad Barre, del clan marehan dels darod (després de 1969), va créixer l'oposició. Després de la Guerra de l'Ogaden (1977-1978) i de la Tercera Guerra etiopsomali, els issaq va obtenir el suport d'Etiòpia (1987) i els rebels van ocupar Hargeisa, que fou bombardejada pels avions somalis (1988), i causaren milers de morts. Enfonsat el règim de Barre, Somalilàndia es va declarar independent (18 de maig de 1991) i Hargeisa en fou declarada la capital.
La ciutat fou restaurada i actualment queden molt pocs rastres de la destrucció que va patir el 1988. La ciutat està en bones condicions, i el poble respecta les normes de trànsit.